# كريس فولي
كريس فولي (بالإنجليزية: Chris Foley)‏ هو سياسي أسترالي، ولد في 25 فبراير 1956 في بريزبان في أستراليا. حزبياً، نشط في مستقل. في 2003 Maryborough state by-election ‏، انتخب عضو المجلس التشريعي ولاية كوينزلاند عن دائرة Electoral district of Maryborough (Queensland) ‏ (23 أبريل 2003 – 23 مارس 2012).